# 4286 Рубцов
4286 Рубцов (4286 Rubtsov) — астероїд головного поясу, відкритий 8 серпня 1988 року.
Тіссеранів параметр щодо Юпітера — 3,274.